# Спир (дворянский род)
Спир (пол. Spyra, Spira, Spiera, Szpyra) — дворянский род.
Род установлен в 1298 году в Бытоме сєрбским князем Пернусом из Пирны, подругом польского князья Владиславa I Локеткa. Определением временного присутствия Герольдии от 26 января 1845 г. утверждены постановления Киевского дворянского депутатского собрания от 13 ноября 1805 года, 5 ноября 1826 года и 2 августа 1843 года, о внесении в шестую часть дворянской родословной книги Антона Семеновича Спира, с сыновьями Иеронимом-Августином и Иосифом-Казимиром, по владению дедом последних, Семёном Ивановичем Спиpa, наследственным недвижимым имением в Луцком уезде Волынской губернии, проданным в 1773 году означенным Антоном Спира.

## Описание герба
В лазоревом щите серебряная перевязь справа. В ней три червленых груши с двумя зелеными листьями каждая.
На щите дворянский коронованный шлем. Нашлемник: встающий вправо серебряный петух с червлеными глазами, клювом и гребешком. Намёт на щите справа лазоревый с серебром, слева червленый с серебром.